# 沙朗孔
沙朗孔（法語：Chalencon，法語發音：[ʃalɑ̃kɔ̃]）是法国阿尔代什省的一个市镇，属于罗讷河畔图尔农区。

## 地理
沙朗孔（44°52'40"N, 4°34'28"E）面积9.44 平方千米，位于法国奥弗涅-罗讷-阿尔卑斯大区阿尔代什省，该省份为法国东南部内陆省份，北起顺时针与卢瓦尔省、伊泽尔省、德龙省、沃克吕兹省、加尔省、洛泽尔省和上盧瓦爾省接壤。
与沙朗孔接壤的市镇（或旧市镇、城区）包括：博韦讷、格吕拉斯、圣让尚布尔、圣莫里斯昂沙朗孔、锡亚克、贝尔桑特。

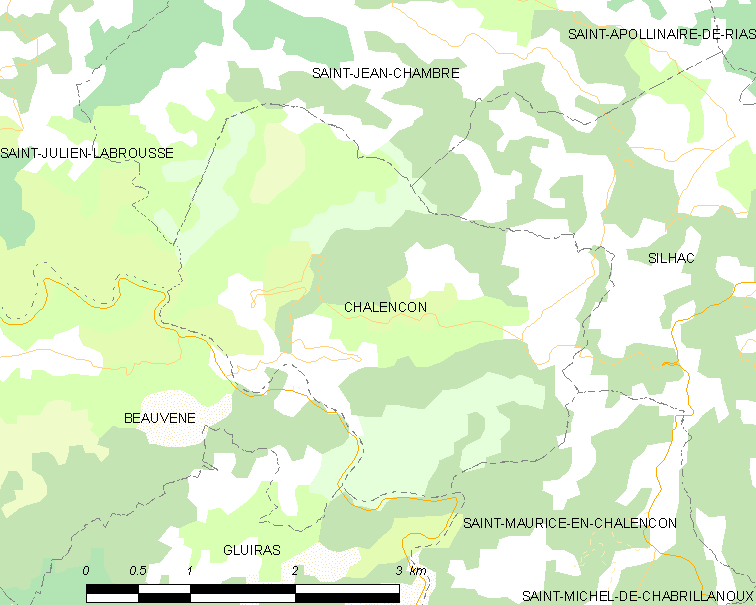
沙朗孔的OSM定位图

沙朗孔的时区为UTC+01:00、UTC+02:00（夏令时）。

## 行政
沙朗孔的邮政编码为07240，INSEE市镇编码为07048。

## 政治
沙朗孔所属的省级选区为上埃里约县。

## 人口

1962-2008年间沙朗孔人口变化图示

沙朗孔于2022年1月1日时的人口数量为339人。